# رولاند غيروكس
رولاند غيروكس هو شخصية أعمال كندي، ولد في 15 يناير 1913 في مونتريال في كندا، وتوفي بنفس المكان في 4 نوفمبر 1991.